# Ekhabi
Ekhabi (en rus: Эхаби) és un poble de l'óblast de Sakhalín, a Rússia, el 2013 tenia 116 habitants.